# Eva Martincová
Ne pas confondre avec Tereza Martincová, également joueuse de tennis.
Eva Martincová (née le 4 mars 1975 à Brno) est une joueuse de tennis tchèque. Championne du monde junior en double filles en 1991, elle a été professionnelle de 1993 à 2004.
Pendant sa carrière, elle a gagné un tournoi WTA en double.

## Palmarès

### Titre en double dames
| No | Date       | Nom et lieu du tournoi    | Catégorie | Dotation  | Surface      | Partenaire   | Finalistes                        | Score         |          |
| -- | ---------- | ------------------------- | --------- | --------- | ------------ | ------------ | --------------------------------- | ------------- | -------- |
| 1  | 02-08-1999 | Sanex Trophy Knokke-Zoute | Tier IVb  | 112 500 $ | Terre (ext.) | Elena Wagner | Evgenia Kulikovskaya Sandra Nacuk | 3-6, 6-3, 6-3 | Parcours |

### Finales en double dames
| No | Date       | Nom et lieu du tournoi       | Catégorie | Dotation  | Surface      | Vainqueures                        | Partenaire       | Score         |          |
| -- | ---------- | ---------------------------- | --------- | --------- | ------------ | ---------------------------------- | ---------------- | ------------- | -------- |
| 1  | 09-09-1996 | Pupp Czech Open Karlovy Vary | Tier IV   | 160 000 $ | Terre (ext.) | Karina Habšudová Helena Suková     | Elena Pampoulova | 3-6, 6-3, 6-2 | Parcours |
| 2  | 21-04-1997 | Lotto Open Budapest          | Tier IV   | 107 500 $ | Terre (ext.) | Amanda Coetzer Alexandra Fusai     | Elena Pampoulova | 6-3, 6-1      | Parcours |
| 3  | 14-07-1997 | Skoda Czech Open Prague      | Tier IV   | 160 000 $ | Terre (ext.) | Ruxandra Dragomir Karina Habšudová | Helena Vildová   | 6-1, 5-7, 6-2 | Parcours |

## Parcours en Grand Chelem

### En simple dames
| Année | Open d'Australie | Open d'Australie | Internationaux de France | Internationaux de France | Wimbledon       | Wimbledon    | US Open         | US Open        |
| ----- | ---------------- | ---------------- | ------------------------ | ------------------------ | --------------- | ------------ | --------------- | -------------- |
| 1994  | -                | -                | 1er tour (1/64)          | Karine Quentrec          | -               | -            | 1er tour (1/64) | Emanuela Zardo |
| 1997  | -                | -                | -                        | -                        | 1er tour (1/64) | Lisa Raymond | 1er tour (1/64) | Kimberly Po    |

À droite du résultat, l’ultime adversaire.

### En double dames
| Année | Open d'Australie              | Open d'Australie           | Internationaux de France      | Internationaux de France  | Wimbledon                     | Wimbledon                   | US Open                      | US Open                   |
| ----- | ----------------------------- | -------------------------- | ----------------------------- | ------------------------- | ----------------------------- | --------------------------- | ---------------------------- | ------------------------- |
| 1994  | -                             | -                          | -                             | -                         | 1er tour (1/32) C. Schneider  | Katrina Adams Helena Suková | -                            | -                         |
| 1995  | -                             | -                          | 2e tour (1/16) E. Pampoulova  | C. Martínez P. Tarabini   | -                             | -                           | -                            | -                         |
| 1996  | -                             | -                          | 1er tour (1/32) Krivencheva   | Olga Lugina E. Pampoulova | -                             | -                           | -                            | -                         |
| 1997  | 1er tour (1/32) E. Pampoulova | N. Bradtke R. McQuillan    | 1er tour (1/32) H. Vildová    | A. Kournikova Likhovtseva | 1er tour (1/32) H. Vildová    | M. Hingis A. Sánchez        | 1er tour (1/32) Tina Križan  | Meike Babel Laura Golarsa |
| 1998  | 1er tour (1/32) L. Němečková  | N. Kijimuta Nana Miyagi    | -                             | -                         | -                             | -                           | -                            | -                         |
| 1999  | -                             | -                          | -                             | -                         | 2e tour (1/16) C. Torrens     | Silvia Farina Linda Wild    | 1er tour (1/32) H. Vildová   | L. Neiland A. Sánchez     |
| 2000  | 2e tour (1/16) Virag Csurgo   | Lisa Raymond Rennae Stubbs | 1er tour (1/32) Sandra Nacuk  | M. Hingis Mary Pierce     | 1er tour (1/32) Sandra Nacuk  | A. Bachmann Eva Dyrberg     | 1er tour (1/32) M. Paštiková | Li Na Li Ting             |
| 2001  | 1er tour (1/32) Petra Rampre  | T. Garbin J. Husárová      | 1er tour (1/32) S. Noorlander | Kimberly Po N. Tauziat    | 1er tour (1/32) T. Perebiynis | Nicole Arendt Caroline Vis  | -                            | -                         |
| 2002  | 1er tour (1/32) Eva Dyrberg   | Lisa Raymond Rennae Stubbs | 1er tour (1/32) Ostrovskaya   | Kimberly Po N. Tauziat    | 1er tour (1/32) Ostrovskaya   | Lisa Raymond Rennae Stubbs  | -                            | -                         |

Sous le résultat, la partenaire ; à droite, l’ultime équipe adverse.

### En double mixte
| Année | Open d'Australie | Open d'Australie | Internationaux de France | Internationaux de France | Wimbledon                     | Wimbledon                | US Open | US Open |
| ----- | ---------------- | ---------------- | ------------------------ | ------------------------ | ----------------------------- | ------------------------ | ------- | ------- |
| 2000  | -                | -                | -                        | -                        | 1er tour (1/32) A. Olhovskiy  | T. Musgrave A. Kratzmann | -       | -       |
| 2002  | -                | -                | -                        | -                        | 1er tour (1/32) Tomáš Cibulec | María Vento D. Orsanic   | -       | -       |

Sous le résultat, le partenaire ; à droite, l’ultime équipe adverse.

## Parcours en Coupe de la Fédération
| #                                                                              | Date       | Lieu      | Surface      | Gagnante(s)                    | Perdante(s)                       | Score     |          |
|                                                                                |            |           |              |                                |                                   |           |          |
| 1994 - 1er tour (groupe mondial) - République tchèque - États-Unis - 0 : 3     |            |           |              |                                |                                   |           |          |
| 1                                                                              | 19/07/1994 | Francfort | Terre (ext.) | Gigi Fernández Zina Garrison   | Radka Bobková Eva Martincová      | 6-4, 7-5  | Parcours |
|                                                                                |            |           |              |                                |                                   |           |          |
| 1997 - 1/4 de finale (groupe mondial) - Allemagne - République tchèque - 2 : 3 |            |           |              |                                |                                   |           |          |
| 2                                                                              | 01/03/1997 | Mannheim  | Dur (int.)   | Barbara Rittner Elena Wagner   | Eva Martincová Ludmila Richterová | 7-63, 6-2 | Parcours |
|                                                                                |            |           |              |                                |                                   |           |          |
| 1997 - 1/2 finale (groupe mondial) - République tchèque - Pays-Bas - 2 : 3     |            |           |              |                                |                                   |           |          |
| 3                                                                              | 12/07/1997 | Prague    | Terre (ext.) | Manon Bollegraf Miriam Oremans | Eva Martincová Jana Novotná       | 6-4, 7-65 | Parcours |

## Classements WTA en fin de saison

### En simple
| Année | 1991 | 1992 | 1993 | 1994 | 1995 | 1996 | 1997 | 1998 | 1999 | 2000 | 2001 | 2002 |
| Rang  | 416  | 238  | 187  | 148  | 304  | 163  | 133  | 238  | 250  | 201  | 241  | 260  |

Source : (en) « Classements de Eva Martincová », sur le site officiel du WTA Tour

### En double
| Année | 1991 | 1992 | 1993 | 1994 | 1995 | 1996 | 1997 | 1998 | 1999 | 2000 | 2001 | 2002 | 2003 | 2004 |
| Rang  | 272  | 137  | 142  | 186  | 135  | 96   | 99   | 147  | 101  | 116  | 120  | 163  | 567  | 623  |

Source : (en) « Classements de Eva Martincová », sur le site officiel du WTA Tour